# Kallsö, Föglö
Kallsö är en by i Föglö kommun på Åland med 8 invånare (2023). Den ligger i den del av kommunen som kallas Västersocken och hörde fram till 2006 till Föglö församling, därefter till Ålands södra skärgårdsförsamling.

## Geografi
Kallsö gränsar i norr mot byn Hummersö samt har vattengräns i öster mot Björsboda och i väster mot Bråttö. 
Bebyggelsen ligger på en tidigare ö, Kallsö, som genom landhöjningen har växt ihop med grannbyn Hummersö. Byn omfattar också ett stort antal holmar och skär (se listan längre ner). Utskären Fästorna ligger inom byns gränser.
Kallsö och övriga Västersocken har förbindelse med resten av Föglö via Gollansbron över Kyrksundet, det sund som skiljer Västersocken från Degerö.

## Historia
Liksom resten av Ålands skärgård befolkades Kallsö under medeltiden. Urbyn i västra Föglö har uppenbarligen varit Björsboda. Från den har sedan byarna Kallsö och Hummersö etablerats och slutligen också de mer perifera och mindre Bråttö och Flisö.
Bakom namnen på grannbyarna Hummersö och Bråttö döljer sig personnamn. Samma gäller säkert för Kallsö. Vilket är dock svårt att säkert avgöra. Namnet förekommer i skrift första gången på 1530-talet. De äldsta beläggen visar att det redan då uttalades på samma sätt som i dag även om stavningen var lite mer komplicerad: Kalsszöö (1537 och 1539), Kalzöö (1544), Kalssöö (1547) och liknande. Ett par av de äldsta beläggen är dock något annorlunda – Kalffzöö (1537 och 1538) – men om detta avspeglar ett äldre uttal är tveksamt. Det kan ju också röra sig om ett hörfel eller missförstånd. Så vilket personnamn som ingår i Kallsö går knappast att avgöra. Det kan vara mansnamnet Kalver, som Per-Henrik Solstrand föreslår, men också kortnamnet Kalle (av Karl) eller ett binamn Kalv eller Kalle eller liknande. Sistnämnda är belagt på Åland under 1500-talet, en Henrich Kalle i Finström nämns 1547 och en Jonas Kalle i Hammarland 1550, medan det förra finns belagt i exempelvis Östergötland (Sven Kalv 1405).

### 1500- och 1600-talet
När vi för första gången möter Kallsö i de historiska källorna – i 1537 års skattelängd – fanns sex bönder: Olof Staffansson, Mats Hemmingsson, Karin, Erik Olofsson, Hemming Olofsson och Jöns Tordsson. Det gjorde det också i början av 1570-talet. De följande hundra åren blev av allt att döma en svår period i Kallsös historia. Alla gårdar kom att ligga öde längre eller kortare tid. Värst var situationen, liksom för Föglö i stort, i början av 1600-talet. En längd över ödehemman från 1603 noterar tre gårdar i Kallsö som öde, en längd från 1610 två gårdar. I slutet av 1620-talet verkar situationen ha blivit bättre. Alla gårdar var bebodda och det fanns åter sex bönder. Men det blev inte bestående. Redan på 1630-talet tvingades bönder i byn att lämna sina gårdar. Nya familjer flyttade in och försökte klara sin bärgning, men ofta utan framgång. Det verkar som om Kallsö inte längre förmådde att försörja sex familjer. Anledningen kan ha varit att skattetrycket successivt hade ökat i takt med Sveriges stormaktsambitioner.
För att förbättra situationen gjordes på bönderna egen begäran en radikal omläggning i Kallsö i samband med den omfattande jordrannsakningen 1661. Byns största gård, ett hemman om 118 jordmark, som då låg öde, delades mellan de andra fem bönderna samtidigt som alla gårdar gjordes lika stora. På det viset kom Kallsö att bestå av fem normalstora bondgårdar.
Tre av gårdarna i Kallsö var lotshemman, vilket innebar att bönderna också tjänstgjorde som lotsar vid närbelägna Flisöbergs lotsplats i Flisö.

### 1700-talet
Stora ofreden, Karl XII:s krig mot Ryssland i början av 1700-talet, blev en hård tid för ålänningarna. Hela befolkningen tvingades på flykt till Sverige. Flertalet var borta från sensommaren 1714 till våren 1722. Många som flydde kom aldrig att återse hembygden. I Kallsö var det bara familjen på Västergård som återvände till sin gamla gård efter krigsslutet. Kallsöborna bodde som flyktingar i Österåker i Roslagen. Det vet vi därför att tre av byns bönder finns noterade i dödboken där: Simon Henriksson på Norrgård 1715, Sigfrid Larsson på Nästgård 1716 och Daniel Bengtsson på Östergård 1718. Efter krigsslutet 1721 dröjde det ett par år innan alla fem gårdarna åter hade brukare.
Det dröjde inte mer än tjugo år förrän nästa krig mot Ryssland utkämpades (1741–43). Åter drabbades Kallsöborna. Det vet vi tack vare lantmätaren Christian Braxers karta över Kallsö, upprättad 1768 och den första som gjordes över byn. Han redogör noggrant för åkrar och ängar och för hustomter och kalvhagar innan han kommer till skogs- och betesmarken. Skogen bestod nästan enbart av ung gran- och tallskog, vilket berodde på att byns hela skog ”vid förra ryska överväldet” hade blivit uppbränd.
Vad som hände i Kallsö under kriget är inte känt. Men vi vet att den ryska galärflottan uppehöll sig alldeles i närheten. Dess huvudstationer ska ha varit vid Småsottunga, Degerby och Flisöberg. De kringliggande gårdarnas kreatur blev tagna till mat åt manskapet, medan hus och gärdsgårdar användes som ved, skriver Sven Andersson.
Braxer fortsätter sedan sin beskrivning av Kallsö 1768 i kartans textdel. Holmarna räknas upp till namn och beskaffenhet. Också mycket små och bergiga holmar nyttjades. Klemetskären, Matts-Larskobb, Dödmanskobb, Måsskären, Oxkobben, Rönnkobben, Odonskärskobben, Nordanväderskobben, Fjärdskären och Tallkobben nyttjades alla till fårbete ”och föda vardera ett får i en eller två dagar”, noterade lantmätaren. Att flytta får mellan de små skären bör förr i tiden sommartid ha varit en i det närmaste daglig syssla för Kallsöborna.
Slutligen redovisar Christian Braxer byns övriga nyttigheter. Det gällde vinterfoder åt kreaturen och tillgången på betesmark ägnmas stor uppmärksamhet. Boskapsskötseln måste ha varit viktig för bönderna. Fisket ansågs relativt gott. Bönderna kunde fånga fjällfisk (främst abborre och gädda) så att det räckte både för eget behov och något till avsalu. Ett strömmingsnotvarp fanns som ”med mycken möda och kostnad” nyligen hade anlagts. Dessutom ägnade sig bönderna åt skötfiske. Notvarpet och skötfisket gav 5 à 6 tunnor strömming åt varje hemman. Slutligen noterad lantmätaren att Kallsö låg 24 mil från Stockholm, som var ålänningarnas allmänna handelsstad.

### Befolkningsutveckling
| Befolkningsutvecklingen i Kallsö 1970–2020 | Befolkningsutvecklingen i Kallsö 1970–2020 | Befolkningsutvecklingen i Kallsö 1970–2020 | Befolkningsutvecklingen i Kallsö 1970–2020 | Befolkningsutvecklingen i Kallsö 1970–2020 |
| ------------------------------------------ | ------------------------------------------ | ------------------------------------------ | ------------------------------------------ | ------------------------------------------ |
|                                            |                                            |                                            |                                            |                                            |
| År                                         |                                            |                                            | Folkmängd                                  |                                            |
| 1970                                       | 1970                                       |                                            | 31                                         |                                            |
| 1980                                       | 1980                                       |                                            | 23                                         |                                            |
| 1990                                       | 1990                                       |                                            | 20                                         |                                            |
| 2000                                       | 2000                                       |                                            | 15                                         |                                            |
| 2010                                       | 2010                                       |                                            | 13                                         |                                            |
| 2020                                       | 2020                                       |                                            | 12                                         |                                            |
|                                            |                                            |                                            |                                            |                                            |

## Hemmanen
Kallsö hade fram till mitten av 1600-talet sex hemman, som var olika stora (70, 76, 105 och 118 jordmark samt två om 77 1/2 jordmark). Den ena av gårdarna om 77 1/2 jordmark blev vid den tiden öde och delades mellan de andra samtidigt som hemmanen gjordes lika stora: 104 4/5 jordmark eller 2/3 mantal vardera. På 1700-talet förmedlades de till 15/32 mantal. I jordeböckerna ges hemmanen omkring 1730 nummer (1–5). Från 1830 är de också noterade med namn. 
- 1, Norrgård, ett skattehemman, blev under första halvan av 1600-talet ett kronohemman på grund av obetalda skatter och köptes åter till skatte 1865. Lotshemman på 1700- och 1800-talen. Gården har namn efter läget i byn.[13]
- 2, Grannas, ett skattehemman, blev under första halvan av 1600-talet ett kronohemman på grund av obetalda skatter och köptes åter till skatte 1874. Lotshemman på 1700- och 1800-talen. Grannas har namn av läget i byn, mellan Norrgård och Östergård. Grannas har samma innebörd som Mellangård.[14]
- 3, Östergård, ett skattehemman, blev i mitten på 1600-talet ett kronohemman på grund av obetalda skatter och köptes åter till skatte 1874. Gården har namn efter läget i byn.[15]
- 4, Nästgård, ett skattehemman, blev i mitten på 1600-talet ett kronohemman på grund av obetalda skatter och köptes åter till skatte 1874. Nästgård har namn av läget i byn, mellan Norrgård och Östergård. Nästgård har samma innebörd som Mellangård.[16]
- 5, Västergård, ett skattehemman, blev under första halvan av 1600-talet ett kronohemman på grund av obetalda skatter och köptes åter till skatte 1875. Lotshemman på 1700- och 1800-talen. Gården har namn efter läget i byn.[17]

## Holmar och skär
Till byn Kallsö hör en stor skärgård i söder med åtskilliga holmar och skär. Bland de större kan nämnas:
- Bockholm (visa på karta), största längd 1,5 kilometer, har genom landhöjningen växt samman med Bäckö i norr, en del av Kallsö hemland.
- Flatskär (Flabbskär) (visa på karta), 15,4 hektar, största längd 800 meter. På kartor från första halvan av 1900-talet kallas holmen Flabbskär, men från 1970-talet och senare Flatskär. Det ursprungliga namnet verkar vara Flatskär (Flatskiär och Flatskär på 1768 och 1842 års kartor över Kallsö), som senare förvanskats till Flabbskär (så på 1912 års karta).
- Fästorna (visa på karta), en skärgrupp med fyrbåk ute i havet ungefär 15 kilometer söder om byn. Den består av flera mindre grupper av skär och klippor: Västergrundet, Mellangrundet, Kråkkläppen och Österstbådan. Se vidare Fästorna.
- Gadden (visa på karta), 1,2 hektar, 170 meter från strand till strand.
- Grillskär (Grisselskär) (visa på karta), 7,8 hektar, största längd 490 meter, bebyggd. På äldre kartor skrivs Grisselskär.
- Haviskobben (visa på karta), 1 hektar, 140 meter från strand till strand, bebyggd.
- Håkonskär (visa på karta), 19,1 hektar, största längd 700 meter.
- Höga Grillskär (visa på karta), 5,4 hektar, 340 meter från strand till strand.
- Inre Ljusskär (visa på karta), 2,9 hektar, största längd 300 meter.
- Kallsörarna se Västra Kallsör och Östra Kallsör.
- Klemetskär (visa på karta), ett tiotal skär och klippor, den största 1,8 hektar med en längd på 230 meter.
- Ladoskär (visa på karta), 7,3 hektar, största längd 500 meter.
- Ljusskärs grunnan (visa på karta), 1 hektar, 210 meter från strand till strand.
- Ljusskärs kobbarna (visa på karta), en grupp skär och klippor, varav ett flertal är namngivna, exempelvis Hamnkobben, Hällkobben, Högkobben, Pattkobbarna, Trutkobben samt Östra och Västra Ljuskobb.
- Måskobbarna (visa på karta), ett tiotal skär och klippor, den största med en längd på 160 meter.
- Odonskär (visa på karta), största längd 540 meter.
- Rågrund (visa på karta), 0,6 hektar, största längd 130 meter. Den obetydliga klippan utgör råmärke mellan Kallsö och Björsboda byars vatten, därav namnet. Huvuddelen av klippan tillhör Kallsö, en mindre del Björsboda.
- Rönnkobben (visa på karta), 1 hektar, största längd 190 meter.
- Sikskär (visa på karta), 6,4 hektar, största längd 600 meter.
- Skottskär (visa på karta), 9,2 hektar, största längd 600 meter.
- Stenkobben (visa på karta), 1,1 hektar, största längd 170 meter.
- Svartsanket (visa på karta), en klippa i havet, 70 meter från strand till strand.
- Västergrundet (visa på karta), 1,3 hektar, största längd 150 meter, det största skäret i skärgruppen Fästorna (se ovan). På Västergrundet står fyren Fästorna.
- Västerrant (visa på karta), 3,5 hektar, största längd 300 meter.
- Västra Bergskär (visa på karta), 18,9 hektar, största längd 800 meter.
- Västra Kallsör (visa på karta), 0,6 hektar, största längd 150 meter.
- Ytterkläppen (visa på karta), 0,5 hektar, 120 meter från strand till strand.
- Yttre Ljusskär (visa på karta), 4,2 hektar, största längd 370 meter.
- Östra Kallsör (visa på karta), 125 meter från strand till strand.